# Melody Fair / First of May 1976
A Melody Fair című dalt tartalmazó kislemezekből 500 ezer példányt adtak el.

## Közreműködők
- Barry Gibb – ének, gitár
- Maurice Gibb – ének,  gitár, zongora, orgona, basszusgitár
- Robin Gibb – ének
- Vince Melouney – gitár (Melody Fair)
- Colin Petersen – dob (Melody Fair)
- Geoff Bridgeford – dob
- stúdiózenekar Bill Shepherd vezényletével
- hangmérnök – Bryan Stott

## A lemez dalai
- Melody Fair (Barry, Robin és Maurice Gibb)  (1968), stereo 3:48, ének: Barry Gibb, Maurice Gibb
- First of May  (Barry, Robin és Maurice Gibb) (1968), mono 2:50, ének: Barry Gibb

## Top 10 helyezés
- Melody Fair Japán:  #3.
- First of May: Sydney: #2.: Hollandia, #3.: Németország, #4.: Chile, Írország, Új-Zéland, Dél-afrikai Köztársaság, #6.: Egyesült Királyság, #9.: Norvégia

## A kislemez megjelenése országonként
- Japán RSO 7DW 0006